# The New York Hat
The New York Hat is een stomme film uit 1912 onder regie van D.W. Griffith. De korte film wordt beschouwd als de meest memorabele van Biograph Studios en de meest bekende film van Pickford's eerdere werk.

## Verhaal
Nadat Mrs. Harding overlijdt, laat ze een mysterieuze brief achter aan haar pastoor. Hierin vertelt ze hoe haar kille man haar naar haar dood werkte. Ze vraagt aan de pastoor of hij haar dochter een deel van haar erfenis kan geven, zodat zij ook van rijkdom kan genieten, iets wat haar vader haar altijd afkeurde. De dochter is zelf dol op een hoed die een andere inwoner uit de stad draagt. Wanneer de pastoor deze voor haar koopt, beginnen er al snel talloze geruchten rond te gaan in de stad.

## Rolverdeling
| Acteur              | Personage                                                  |
| ------------------- | ---------------------------------------------------------- |
| Mary Pickford       | Miss Mollie Goodhue                                        |
| Charles Hill Mailes | Mr. Goodhue                                                |
| Kate Bruce          | Mrs. Goodhue                                               |
| Lionel Barrymore    | Pastoor Bolton                                             |
| Alfred Paget        | De dokter                                                  |
| Claire McDowell     | Roddelaar                                                  |
| Mae Marsh           | Roddelaar                                                  |
| Clara T. Bracy      | Roddelaar                                                  |
| Madge Kirby         | Winkeleigenaar / Vrouw bij overlijdensbed van Mrs. Goodhue |
| Lillian Gish        | Winkelklant / Vrouw bij de kerk                            |
| Jack Pickford       | Jongen bij de kerk                                         |
| Robert Harron       | Jongen bij de kerk                                         |
| Dorothy Gish        |                                                            |
| Mack Sennett        |                                                            |